# Municipio de Daggett Brook
El municipio de Daggett Brook (en inglés: Daggett Brook Township) es un municipio ubicado en el condado de Crow Wing en el estado estadounidense de Minnesota. En el año 2010 tenía una población de 554 habitantes y una densidad poblacional de 5,89 personas por km².

## Geografía
El municipio de Daggett Brook se encuentra ubicado en las coordenadas 46°12′12″N 94°7′40″O / 46.20333, -94.12778. Según la Oficina del Censo de los Estados Unidos, el municipio tiene una superficie total de 94.14 km², de la cual 93,94 km² corresponden a tierra firme y (0,21 %) 0,2 km² es agua.

## Demografía
Según el censo de 2010, había 554 personas residiendo en el municipio de Daggett Brook. La densidad de población era de 5,89 hab./km². De los 554 habitantes, el municipio de Daggett Brook estaba compuesto por el 98,19 % blancos, el 0,18 % eran afroamericanos, el 0,72 % eran amerindios, el 0,18 % eran asiáticos y el 0,72 % eran de una mezcla de razas. Del total de la población el 0 % eran hispanos o latinos de cualquier raza.